# Ère Shōkei
L'ère Shōkei (正慶, aussi prononcée « 'Shōkyō' ») est une brève ère initiale de la Cour du nord durant l'époque de Kamakura, après l'ère Gentoku et avant l'ère Kemmu, couvrant la période allant du mois d'avril 1332 au mois d'avril 1333. Les empereurs régnant sont Go-Daigo au sud et Kōgon au nord.

## Contexte de l'ère Nanboku-chō

Les sièges impériaux durant l'époque Nanboku-chō sont relativement proches l'un de l'autre mais géographiquement distincts. Ils sont conventionnellement identifiés ainsi :
Capital du nord : Kyoto
Capitale du sud : Yoshino.

Au cours de l'ère Meiji, un décret impérial daté du 3 mars 1911 établit que les monarques régnants légitimes de cette époque sont les descendants directs de l'empereur Go-Daigo par l'empereur Go-Murakami dont la Cour du Sud a été établie en exil dans le district de Yoshino, près de Nara.
Jusqu'à la fin de l'époque d'Edo, les empereurs usurpateurs (en supériorité militaire) et soutenus par le shogunat Ashikaga sont erronément inclus dans les chronologies impériales en dépit du fait incontestable que les insignes impériaux ne sont pas en leur possession.
Cette Cour du Nord illégitime est établie à Kyoto par Ashikaga Takauji.

## Changement d'ère
- 1332 Shōkyō gannen (正慶元年?) : Le nom de la nouvelle ère est créé pour marquer l'accession au trône de l'empereur Hanazono3. L'ère précédente se termine là où commence la nouvelle, en  Genkō 2, le 10e mois[4].

Dans ce contexte, l'ère Genkō (1331-1333) est le nengo équivalent à la Cour du sud.